# 三十六体
李商隐、段成式、温庭筠的诗歌由于风格相近，且都排行十六，故并称为三十六体。

## 历史
“三十六体”的说法，最早见于《新唐书·文艺下·李商隐传》：“商隐初为文瑰迈奇古，及在在令狐楚府，楚本工章奏，因授其学。商隐俪偶长短，繁缛过之。时温庭筠、段成式俱用是相夸，号‘三十六体’。”而在《旧唐书·文苑下·李商隐传》中，却只有“与太原温庭筠、南郡段成式齐名，时号‘三十六’”的说法，没有视其为一个文体流派。因此，岑仲勉（《玉溪生年谱会笺平质》）认为“三十六体”的说法，产生于《新唐书》传记作者宋祁的误会。不过，对这一观点很少有人表示赞同。从元代辛文房（《唐才子传》）开始，后世多将“三十六体”视为一个确定的概念。《汉语大词典》、《辞源》、《中国文学家大辞典》等辞典均收入“三十六体”的条目。
对于“三十六体”的内涵，有各种不同的说法。有认为是指一种诗歌的风格流派，有认为是指骈体文的风格流派，也有认为这种风格既包括诗歌也包括骈体文。更多的时候，人们故意以含糊的态度谈论这个名词。陈冠明分析了历史上对此的各种观点，认为“三十六体”是宋祁总结和认定的李商隐、温庭筠、段成式三人的骈体文流派。（《“三十六体”：宋祁总结、认定的骈文体派》）